# 多贝兹
多贝兹（法語：Daubèze，法語發音：[dobɛz]）是法国吉伦特省的一个市镇，属于朗贡区。

## 地理
多贝兹（44°42'45"N, 0°8'28"W）面积5.63 平方千米，位于法国新阿基坦大区吉倫特省，该省份为法国西南部沿海省份，是法國本土面积最大的省，北起滨海夏朗德省，西临大西洋，南至朗德省，东南接洛特-加龍省，东临多爾多涅省。
与多贝兹接壤的市镇（或旧市镇、城区）包括：弗龙特纳克、夸拉克、马特尔、圣布里斯、吉耶讷地区索沃泰尔。

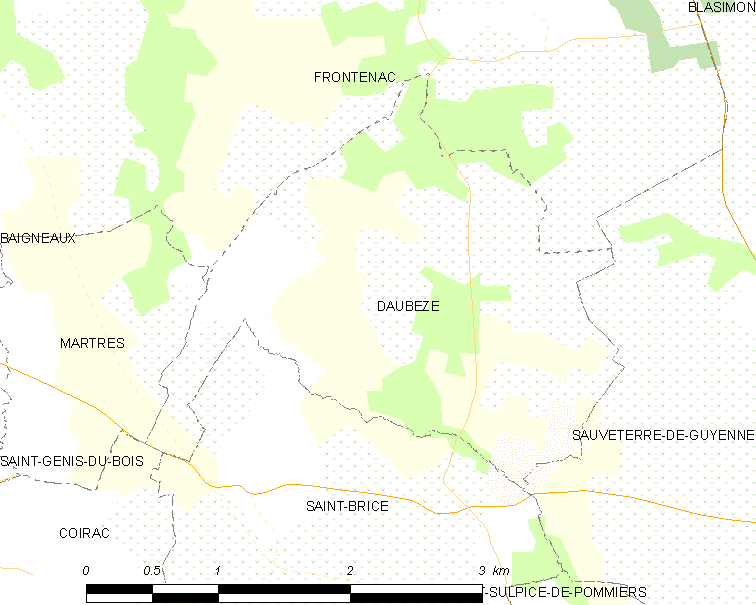
多贝兹的OSM定位图

多贝兹的时区为UTC+01:00、UTC+02:00（夏令时）。

## 行政
多贝兹的邮政编码为33540，INSEE市镇编码为33149。

## 政治
多贝兹所属的省级选区为勒雷奥莱-莱巴斯蒂德县。

## 人口

1962-2008年间多贝兹人口变化图示

多贝兹于2022年1月1日时的人口数量为147人。